# The Hollies

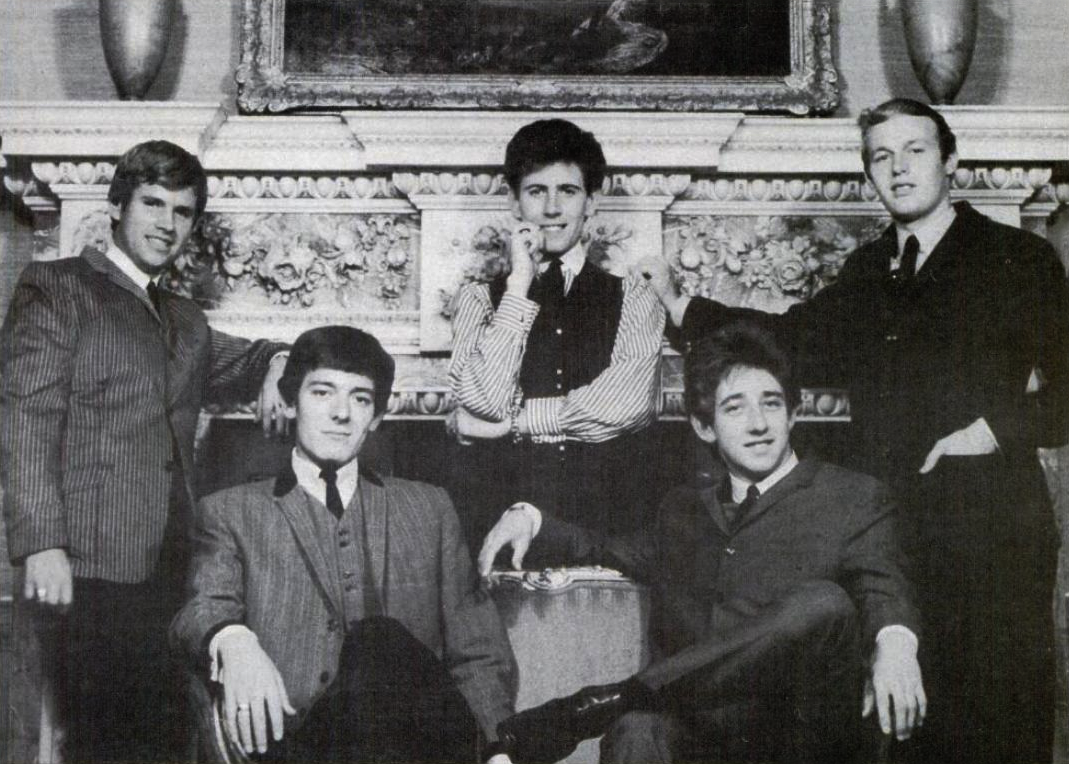
The Hollies (1965) v. l. n. r.:
Eric Haydock, Allan Clarke, Graham Nash, Tony Hicks, Bobby Elliott

The Hollies sind eine britische Popband, die in den frühen 1960er Jahren im nordenglischen Manchester gegründet wurde.

## Geschichte
Die Schulfreunde Allan Clarke (* 5. April 1942 als Harold Allan in Salford, Lancashire) und Graham Nash traten zunächst als „Two Teen“ auf. Als Jeremy Levine (Rhythmusgitarre), Eric Haydock (* 3. Februar 1942 in Burnley, Lancashire; † 5. Januar 2019) und der Schlagzeuger Don Rathbone hinzukamen, nannten sie sich zunächst „Fourtones“, danach „Deltas“ und schließlich „The Hollies“.
Der Bandname ist eine Hommage an Buddy Holly. Levine wurde bereits 1963 aus der Band entlassen und durch Tony Hicks ersetzt, der neben Gitarre auch Banjo und Keyboard spielte. Seine Stimme war ausgeprägter als die von Levine. Nach wenigen Wochen im Jahr 1963 wurde schließlich auch der Schlagzeuger Don Rathbone durch Bobby Elliott ersetzt, der zusammen mit Hicks in der Band The Dolphins gespielt hatte.
1963 unterschrieb die Band einen Plattenvertrag bei Parlophone, wo auch die Beatles unter Vertrag standen. Im Mai 1963 brachten sie ihre erste Single heraus, die auch gleich ein Hit wurde. Ihre zweite Single wurde ihr erster Top-10-Hit in Großbritannien mit der Coverversion Stay. Nachdem sie 1963 drei erfolgreiche Singles hintereinander veröffentlicht hatten, kam 1964 ihre erste LP auf den Markt. Ihre erfolgreichste Single I´m Alive erschien 1965 und belegte 14 Wochen Platz 1 der britischen Charts. Bis 1970 hatten The Hollies 20 Hits in den britischen Top 40, die vorwiegend aus der Feder von Clarke, Hicks und Nash stammten und zum Teil unter dem Pseudonym L. Ransford gelistet wurden. Daneben coverte die Gruppe auch diverse Titel oder griff auf Material zurück, das ihnen von professionellen Songschreibern angeboten wurde.
Im Jahre 1966 wurde der Bassist Eric Haydock durch Bernie Calvert ersetzt, der ebenfalls schon mit Elliott und Hicks bei The Dolphins gespielt hatte. Der Hollies-Produzent Ron Richards war mit diesem Wechsel nicht sehr zufrieden und kritisierte das Bassspiel von Calvert im Begleitheft zur CD 20 Song Anthology.
1968 verließ Graham Nash die Band, ging in die USA und wurde Teil von Crosby, Stills and Nash. Ersetzt wurde er durch Terry Sylvester (* 8. Januar 1945 in Liverpool), der vorher u. a. bei The Swinging Blue Jeans war. Dieser neuen Formation gelang schließlich 1969 mit Sorry Suzanne ein dritter Platz in den englischen Charts. Im gleichen Jahr erschien ebenfalls die LP Hollies Sing Dylan, die sich auf Position 3 der britischen Albumcharts platzierte. Die Vorabauskopplung Blowin’ in the Wind erreichte 1968 in den Niederlanden Platz 8 der Charts. 1970 erhielt die Gruppe durch Leserwahl den Bronzenen Bravo Otto der Jugendzeitschrift Bravo.
Ende 1971 wurde Allan Clarke kurzzeitig durch den Schweden Mikael Rickfors ersetzt. In dieser Zeit waren jedoch weder die Hollies noch Clarke, der zwei Soloalben veröffentlichte, erfolgreich, und im Juli 1973 kehrte Clarke wieder zur Band zurück. Mit einer weiteren Coverversion, The Air That I Breathe, schafften sie es 1974 noch einmal auf Platz 2 der englischen Charts sowie in die Top 10 in den USA. Das Original dieses Liedes wurde von Albert Hammond und Mike Hazlewood geschrieben und zuerst von Phil Everly von den Everly Brothers aufgenommen.
Bis Mitte der 1970er Jahre hinein bescherte eine Serie von Tophits den Hollies hohe Plattenumsätze und internationalen Publikumserfolg. Im nachfolgenden Jahrzehnt wurde es stiller um die Gruppe, deren Mitglieder von hieran immer häufiger wechselten. Graham Nash gab ein kurzzeitiges Comeback bei den Hollies und nahm mit ihnen den Supremes-Hits Stop in the Name of Love auf.
Mitte 1988 kamen die Hollies mit der Wiederveröffentlichung von He Ain’t Heavy, He’s My Brother, das von einer Brauerei für einen TV-Werbespot verwendet wurde, wieder in die britische Hitparade und erreichten Platz 1. Mitglied der Gruppe war jetzt auch Ray Stiles, vorher Bassist bei Mud. 1992 veröffentlichten The Hollies eine Coverversion des Prince-Songs Purple Rain.
Im Jahr 1999 zog sich Allan Clarke aus der Musikwelt zurück und verließ die Band. Er wurde ersetzt durch Ex-Move-Sänger Carl Wayne, der 2004 verstarb. Seitdem übernimmt Neuzugang Peter Howarth den Leadgesang.
Anders als die Beatles, an deren melodiösen Stil die Hollies-Lieder oft erinnerten, blieb die Gruppe gegenüber stilistischen Experimenten eher zurückhaltend. Sie setzte stattdessen auf meist leichtgewichtigen Pop-Rock-Sound und einen von den The Everly Brothers beeinflussten dreistimmigen Harmoniegesang, der zum Markenzeichen der Band wurde.
Zu ihren bekanntesten Hits gehören Bus Stop, Carrie Anne, He Ain’t Heavy, He’s My Brother, Long Cool Woman in a Black Dress und ihr letzter internationaler Charterfolg The Air That I Breathe (1974).
Am 15. März 2010 wurden die Hollies in die Rock and Roll Hall of Fame aufgenommen. Bei der Präsentation waren Nash, Sylvester und Clarke anwesend und mit einigen Gastmusikern auf der Bühne, während die aktuelle Band (mit Hicks und Elliott) wegen einer Tournee unabkömmlich war.

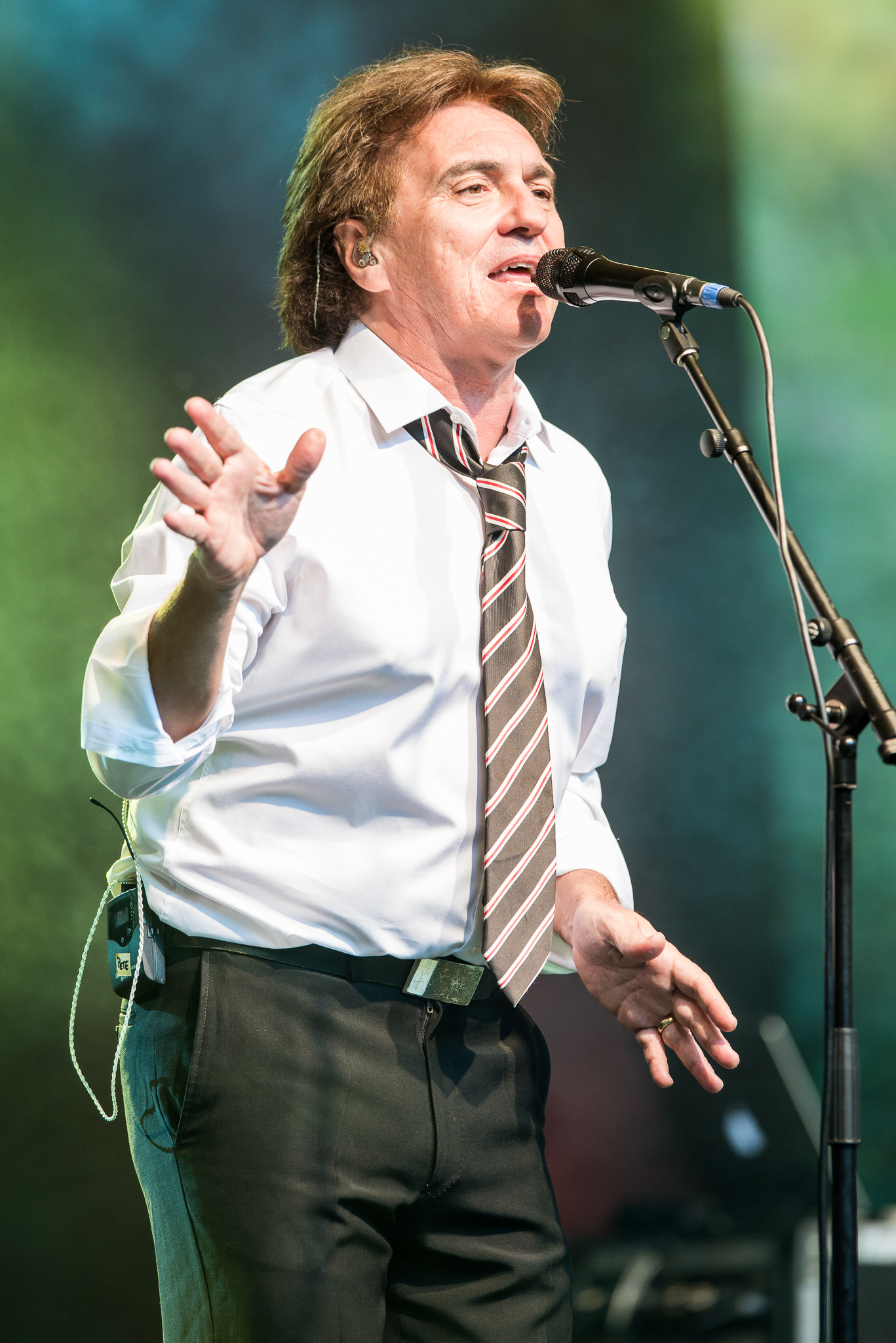
Peter Howarth
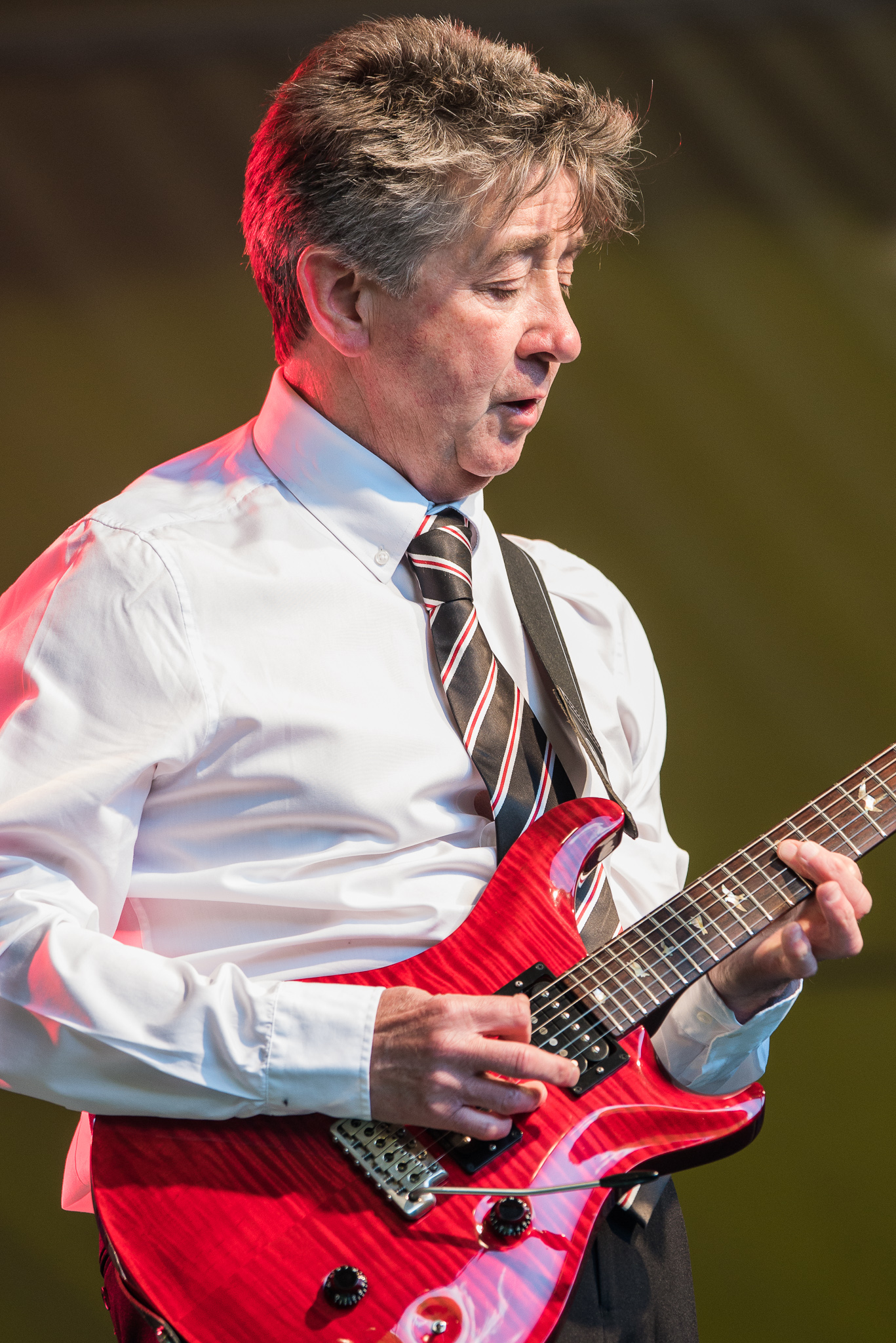
Tony Hicks
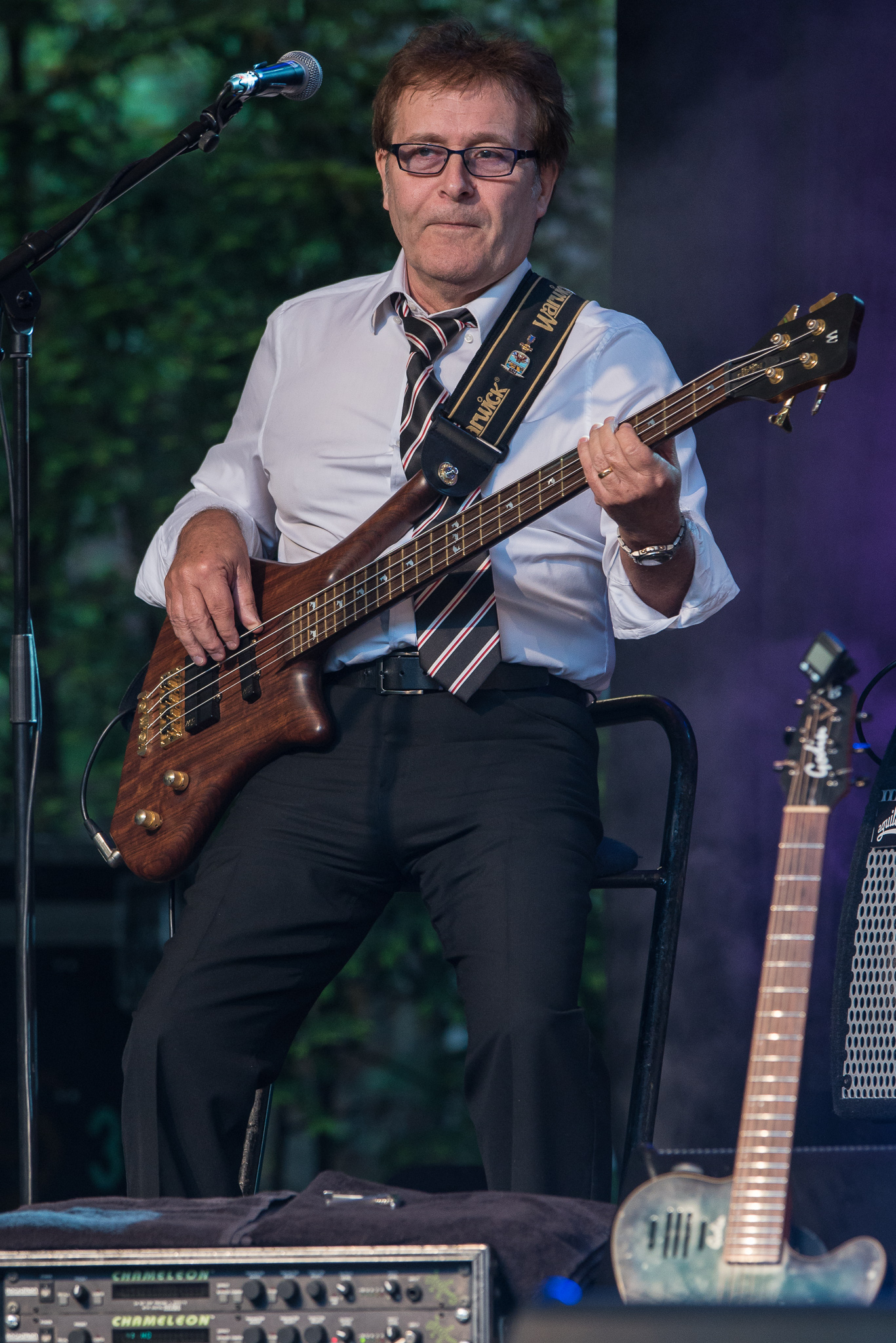
Ray Stiles
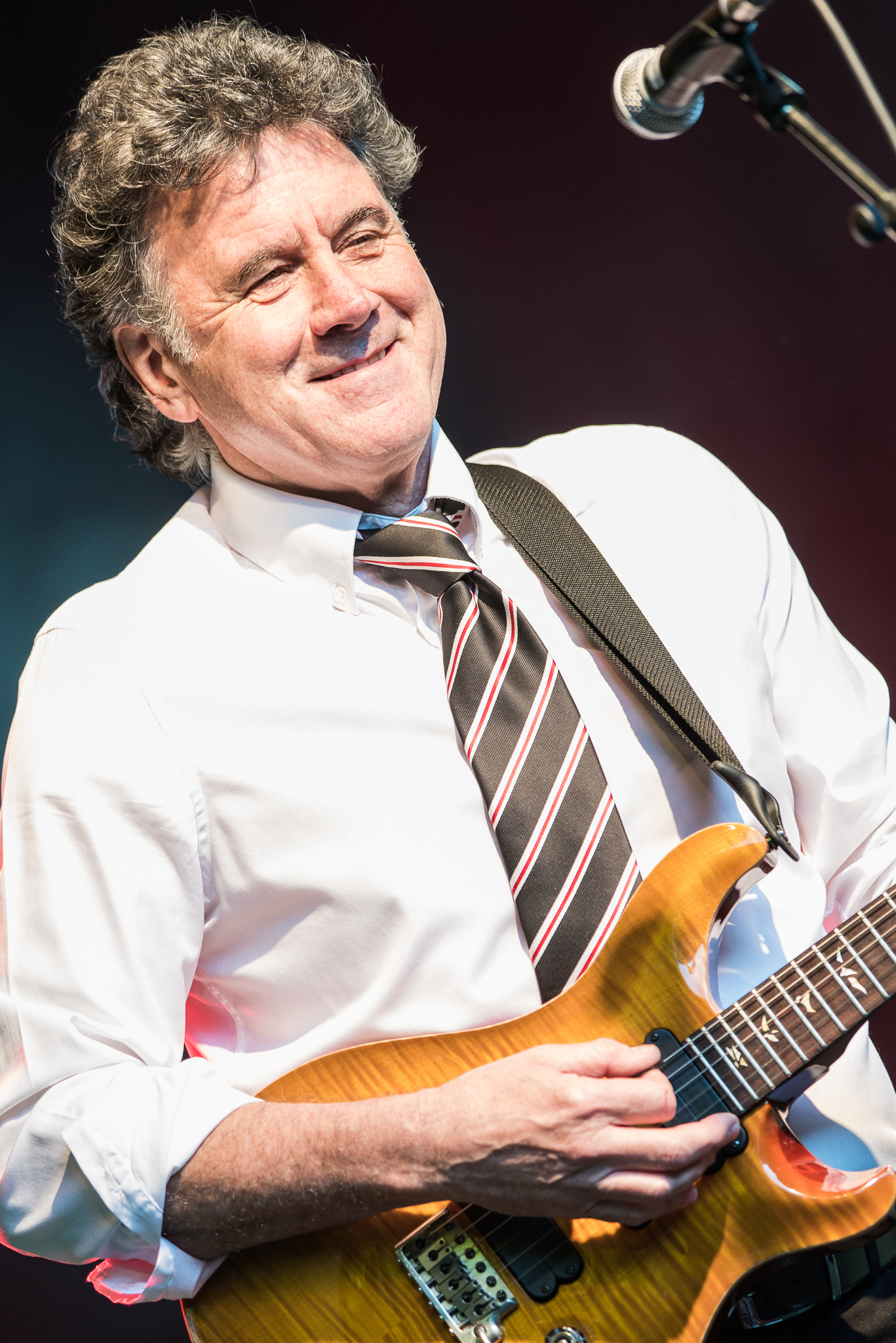
Steve Lauri
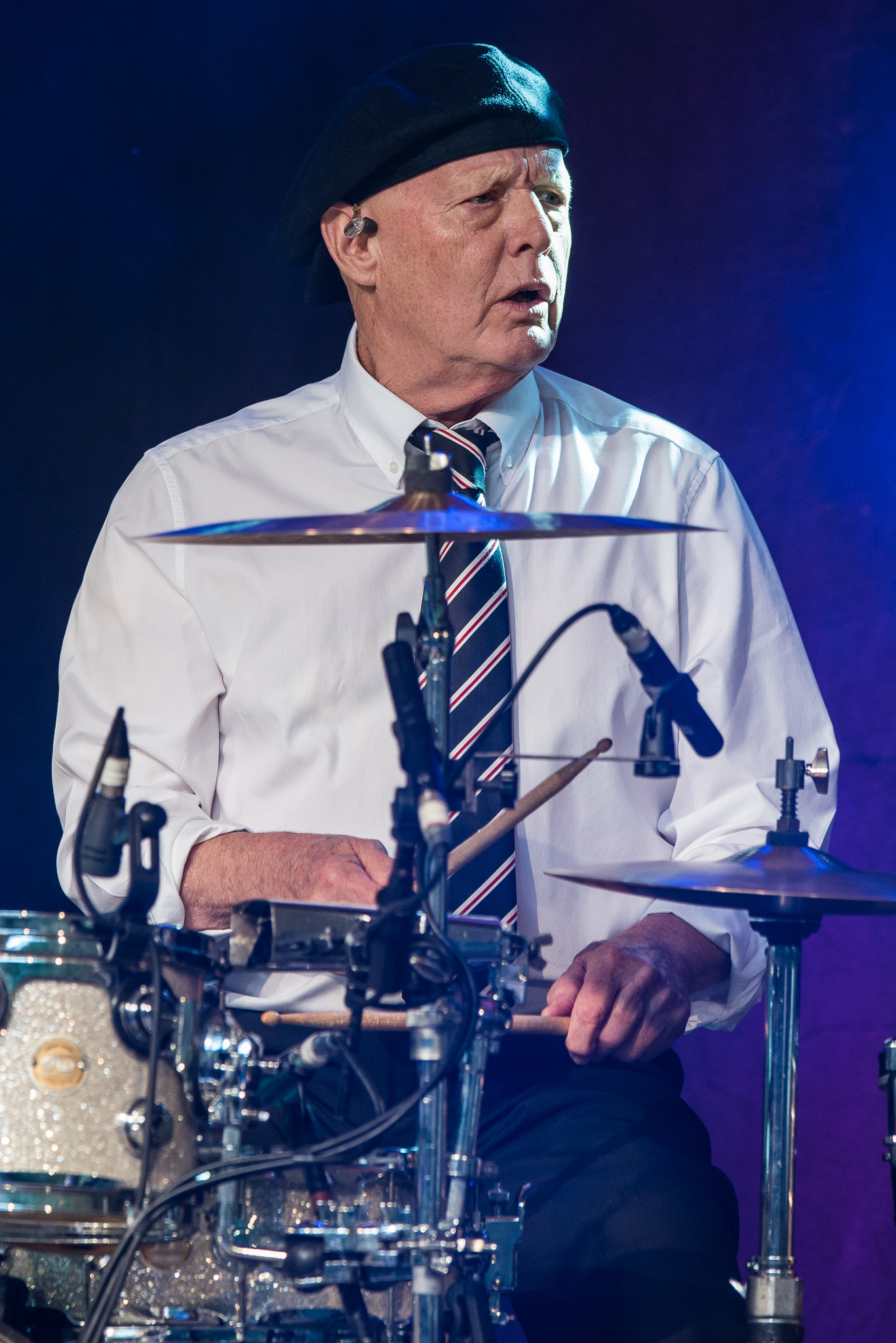
Bobby Elliott
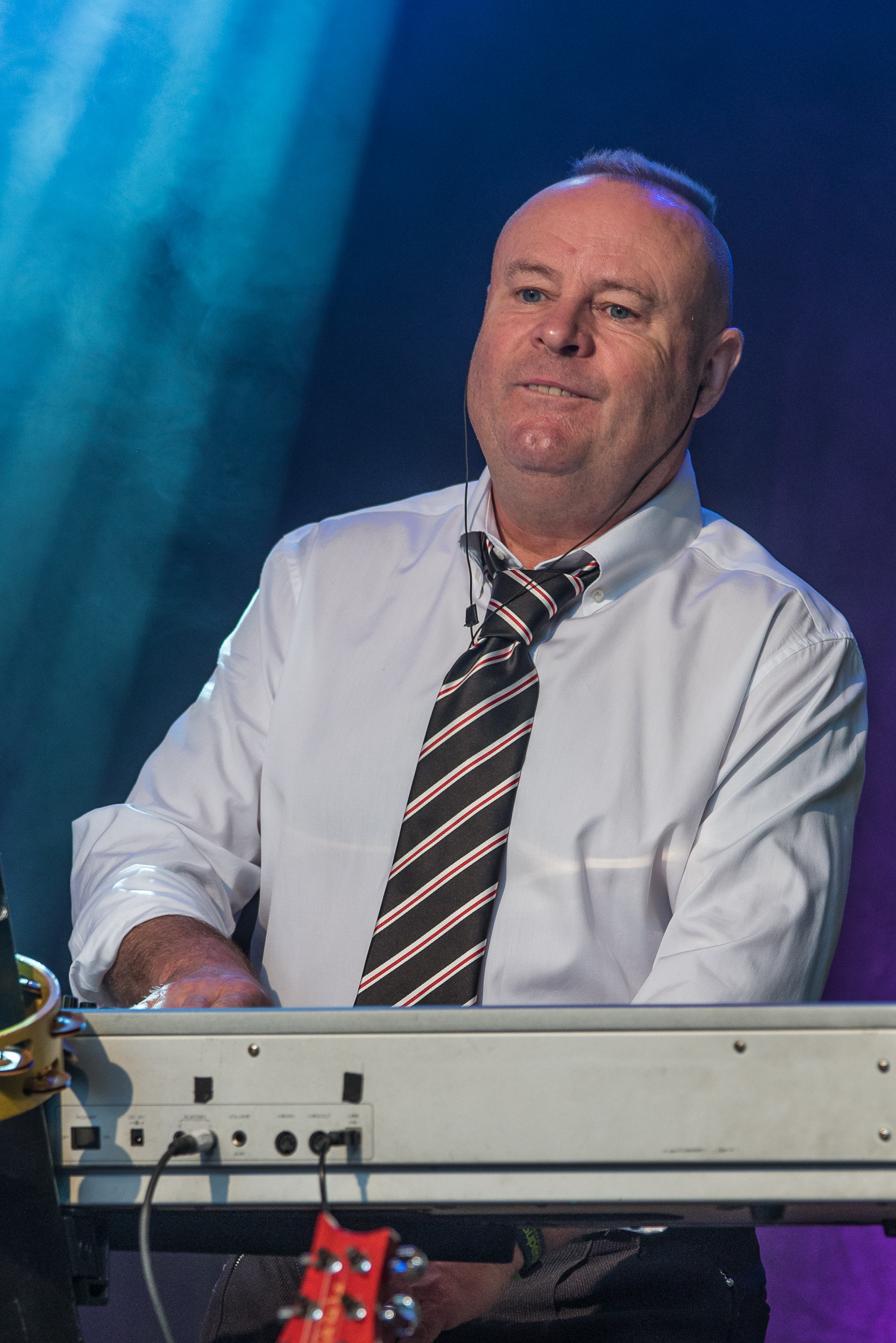
Ian Parker

## Diskografie

### Alben
| Jahr | Titel                                     | Höchstplatzierung, Gesamtwochen/‑monate, AuszeichnungChartplatzierungen (Jahr, Titel, Platzierungen, Wochen/Monate, Auszeichnungen, Anmerkungen) | Höchstplatzierung, Gesamtwochen/‑monate, AuszeichnungChartplatzierungen (Jahr, Titel, Platzierungen, Wochen/Monate, Auszeichnungen, Anmerkungen) | Höchstplatzierung, Gesamtwochen/‑monate, AuszeichnungChartplatzierungen (Jahr, Titel, Platzierungen, Wochen/Monate, Auszeichnungen, Anmerkungen) | Höchstplatzierung, Gesamtwochen/‑monate, AuszeichnungChartplatzierungen (Jahr, Titel, Platzierungen, Wochen/Monate, Auszeichnungen, Anmerkungen) | Höchstplatzierung, Gesamtwochen/‑monate, AuszeichnungChartplatzierungen (Jahr, Titel, Platzierungen, Wochen/Monate, Auszeichnungen, Anmerkungen) | Anmerkungen                             |
| Jahr | Titel                                     | DE | AT | CH | UK | US | Anmerkungen                             |
| ---- | ----------------------------------------- | --- | --- | --- | --- | --- | --------------------------------------- |
| 1964 | Stay with the Hollies                     | — | — | — | UK2 (25 Wo.)UK | — | Erstveröffentlichung: Januar 1964       |
| 1965 | Hollies                                   | — | — | — | UK8 (14 Wo.)UK | — | Erstveröffentlichung: 1. September 1965 |
| 1965 | Hear! Here!                               | — | — | — | — | US145 (3 Wo.)US | Erstveröffentlichung: November 1965     |
| 1966 | Would You Believe                         | — | — | — | UK16 (8 Wo.)UK | — | Erstveröffentlichung: 7. Juni 1966      |
| 1966 | Bus Stop                                  | — | — | — | — | US75 (11 Wo.)US | Erstveröffentlichung: Oktober 1966      |
| 1966 | For Certain Because … / Stop! Stop! Stop! | DE33 (1 Mt.)DE | — | — | UK23 (7 Wo.)UK | US91 (8 Wo.)US | Erstveröffentlichung: 9. Dezember 1967  |
| 1967 | Evolution                                 | — | — | — | UK13 (10 Wo.)UK | US43 (14 Wo.)US | Erstveröffentlichung: 1. Juni 1967      |
| 1968 | Butterfly                                 | DE17 (5 Mt.)DE | — | — | — | — | Erstveröffentlichung: 10. November 1968 |
| 1969 | Hollies Sing Dylan                        | — | — | — | UK3 (7 Wo.)UK | — | Erstveröffentlichung: November 1969     |
| 1969 | He Ain’t Heavy, He’s My Brother           | — | — | — | — | US32 (14 Wo.)US | Erstveröffentlichung: Dezember 1969     |
| 1970 | Confessions of the Mind / Moving Finger   | — | — | — | UK30 (5 Wo.)UK | US183 (2 Wo.)US | Erstveröffentlichung: November 1970     |
| 1971 | Distant Light                             | — | — | — | — | US21 (21 Wo.)US | Erstveröffentlichung: Juli 1971         |
| 1972 | Romany                                    | — | — | — | — | US84 (12 Wo.)US | Erstveröffentlichung: 3. November 1972  |
| 1974 | Hollies                                   | DE42 (3 Mt.)DE | — | — | UK38 (3 Wo.)UK | US28 Gold · (23 Wo.)US | Erstveröffentlichung: März 1974         |
| 1975 | Another Night                             | — | — | — | — | US123 (10 Wo.)US | Erstveröffentlichung: Februar 1975      |
| 1983 | What Goes Around …                        | — | — | — | — | US90 (9 Wo.)US | Erstveröffentlichung: 1. Juli 1983      |

grau schraffiert: keine Chartdaten aus diesem Jahr verfügbar
Weitere Alben
- 1964: Here I Go Again
- 1964: In the Hollies Style
- 1965: In the Hollies Style [EP]
- 1966: Beat Group!
- 1966: I Can’t Let Go
- 1967: Dear Eloise / King Midas in Reverse
- 1967: Love n’ Flowers
- 1967: Vintage Hollies
- 1968: King Midas
- 1969: Hollies Sing Hollies
- 1969: Words and Music by Bob Dylan
- 1973: Out on the Road
- 1975: Write On
- 1976: Russian Roulette
- 1976: Hollies Live
- 1977: A Crazy Steal
- 1977: Clarke, Hicks, Sylvester, Calvert and Elliot
- 1977: Everything You Always Wanted to Hear
- 1979: Five Three One – Double Seven O Four
- 1980: Buddy Holly
- 1982: Live
- 1991: Up Front 1991 News Magazine
- 1997: Archive Alive!
- 2006: Staying Power
- 2010: Then, Now, Always

### Kompilationen
| Jahr | Titel Musiklabel Katalog-Nr.              | Höchstplatzierung, Gesamtwochen/‑monate, AuszeichnungChartplatzierungen (Jahr, Titel, Musiklabel Katalog-Nr., Platzierungen, Wochen/Monate, Auszeichnungen, Anmerkungen) | Höchstplatzierung, Gesamtwochen/‑monate, AuszeichnungChartplatzierungen (Jahr, Titel, Musiklabel Katalog-Nr., Platzierungen, Wochen/Monate, Auszeichnungen, Anmerkungen) | Höchstplatzierung, Gesamtwochen/‑monate, AuszeichnungChartplatzierungen (Jahr, Titel, Musiklabel Katalog-Nr., Platzierungen, Wochen/Monate, Auszeichnungen, Anmerkungen) | Höchstplatzierung, Gesamtwochen/‑monate, AuszeichnungChartplatzierungen (Jahr, Titel, Musiklabel Katalog-Nr., Platzierungen, Wochen/Monate, Auszeichnungen, Anmerkungen) | Höchstplatzierung, Gesamtwochen/‑monate, AuszeichnungChartplatzierungen (Jahr, Titel, Musiklabel Katalog-Nr., Platzierungen, Wochen/Monate, Auszeichnungen, Anmerkungen) | Anmerkungen                                          |
| Jahr | Titel Musiklabel Katalog-Nr.              | DE | AT | CH | UK | US | Anmerkungen                                          |
| ---- | ----------------------------------------- | --- | --- | --- | --- | --- | ---------------------------------------------------- |
| 1967 | The Hollies’ Greatest Hits Imperial 12350 | DE20 (4 Mt.)DE | — | — | — | US11 (40 Wo.)US | nicht identisch mit dem gleichnamigen Album von 1973 |
| 1968 | Hollies’ Greatest                         | — | — | — | UK1 (27 Wo.)UK | — |                                                      |
| 1973 | The Hollies’ Greatest Hits Epic 32061     | — | — | — | — | US157 (7 Wo.)US | nicht identisch mit dem gleichnamigen Album von 1967 |
| 1977 | Hollies Live Hits                         | — | — | — | UK4 Gold · (12 Wo.)UK | — | Erstveröffentlichung: 1976                           |
| 1978 | 20 Golden Greats                          | — | — | — | UK2 Gold · (20 Wo.)UK | — |                                                      |
| 1979 | Hallo! The Hollies!                       | DE23 (14 Wo.)DE | — | — | — | — |                                                      |
| 1988 | All the Hits and More                     | — | — | — | UK51 (5 Wo.)UK | — |                                                      |
| 1993 | The Very Best of the Hollies              | DE83 (7 Wo.)DE | — | — | — | — |                                                      |
| 1993 | The Air That I Breathe – The Very Best Of | — | — | — | UK15 Silber · (7 Wo.)UK | — |                                                      |
| 2003 | Greatest Hits                             | — | — | — | UK21 Gold · (5 Wo.)UK | — |                                                      |
| 2010 | Midas Touch – The Very Best Of            | — | — | — | UK23 Silber · (4 Wo.)UK | — | Erstveröffentlichung: 22. Februar 2010               |

grau schraffiert: keine Chartdaten aus diesem Jahr verfügbar
Weitere Kompilationen
- 1967: The Hits of the Hollies
- 1969: History of British Pop – Vol. 9
- 1971: Hollies’ Greatest Vol. 2
- 1971: The Best of the Hollies
- 1972: Beat Album (Box mit 4 LPs)
- 1974: The Best of Vol. 2
- 1974: Tops of the Hollies (2 LPs)
- 1975: The History of the Hollies – 24 Genuine Top Thirty Hits
- 1975: Their Twenty Greatest Hits
- 1975: Pop Chronik (2 LPs)
- 1976: The Story of the Hollies (2 LPs)
- 1977: Everything You Always Wanted to Hear By the Hollies But Were Afraid to Ask For
- 1977: Very Best of the Hollies 1974–77
- 1978: Long Cool Woman in a Black Dress
- 1978: The Best of the Hollies EPs
- 1978: Hallo! The Hollies!
- 1978: The Other Side of the Hollies
- 1980: The Air That I Breathe
- 1980: Collection
- 1981: Gigantes del Pop – Vol. 8
- 1982: Historia de la Musica Rock 42
- 1983: Hottest Hits
- 1983: Hollies Super Hits
- 1984: Hollies Super Hits Volume Two
- 1985: The Hollies
- 1986: More Great Hits
- 1986: Not the Hits Again
- 1987: The Hit List
- 1987: The EP Collection
- 1988: Rarities
- 1988: 25 Years – The Definitive Collection Vol. 1 & Vol. 2
- 1990: Epic Anthology: From fhe Original Master Tapes
- 1990: Love Songs
- 1990: All-Time Greatest Hits
- 1992: He Ain’t Heavy, He’s My Brother
- 1993: 30th Anniversary Collection 1963–1993 (3 CDs)
- 1994: Legendary Top Tens 1963–1988
- 1996: Vol. 1 – French 60’s E.P. Collection
- 1996: Four More Hollies Original (4 CDs)
- 1996: 20 Great Love Songs
- 1997: The Hollies at Abbey Road 1963–1966
- 1997: The Gold Collection
- 1997: The Essential Collection
- 1998: The Hollies at Abbey Road 1966–1970
- 1998: Original Gold (2 CDs)
- 2000: Best of the 60’s
- 2000: Best of the 70’s
- 2002: Here I Go Again
- 2003: The Long Road Home 1963–2003 (Box mit 6 CDs)
- 2004: A’s B’s & EP’s
- 2007: The Dutch Collection (CD + DVD)
- 2007: Finest (2 CDs)
- 2011: Clarke, Hicks & Nash Years (The Complete Hollies April 1963–October 1968) (6 CDs)
- 2011: Lost Recordings and Beat Rarities (Box mit 10 Vinyl-Singles)
- 2012: Radio Fun
- 2014: Original Album Series (5 CDs)

### EPs
- 1964: Stay
- 1964: Just One Look
- 1964: We’re Through
- 1964: The Hollies
- 1965: Come On Back
- 1965: It’s in Her Kiss
- 1965: Touring / After Leaving You / Interview (Lucas / Slam Creepers’ / The Hollies)
- 1965: In the Hollies Style
- 1965: Look Through Any Window
- 1966: Stop Stop Stop
- 1966: If I Needed Someone
- 1966: Tell Me to My Face
- 1966: Bus Stop
- 1966: Folk Style
- 1966: I Can’t Let Go
- 1967: You Didn’t Have to Be so Nice (mit The Lovin’ Spoonful)
- 1967: King Midas in Reverse
- 1967: Carrie Anne
- 1967: On a Carousel
- 1970: He Ain’t Heavy, He’s My Brother
- 1972: Long Cool Woman in a Black Dress
- 1972: Slow Down
- 1972: Coraje
- 1973: Jesus Was a Crossmaker
- 1973: He Ain’t Heavy, He’s My Brother
- 1973: The Day That Curly Billy Shot Down Crazy McGee
- 1975: Hollies
- 1977: 2 + 2 Vol. 37
- 1978: Look Through Any Window

### Singles
| Jahr | Titel Album                                                   | Höchstplatzierung, Gesamtwochen/‑monate, AuszeichnungChartplatzierungen (Jahr, Titel, Album, Platzierungen, Wochen/Monate, Auszeichnungen, Anmerkungen) | Höchstplatzierung, Gesamtwochen/‑monate, AuszeichnungChartplatzierungen (Jahr, Titel, Album, Platzierungen, Wochen/Monate, Auszeichnungen, Anmerkungen) | Höchstplatzierung, Gesamtwochen/‑monate, AuszeichnungChartplatzierungen (Jahr, Titel, Album, Platzierungen, Wochen/Monate, Auszeichnungen, Anmerkungen) | Höchstplatzierung, Gesamtwochen/‑monate, AuszeichnungChartplatzierungen (Jahr, Titel, Album, Platzierungen, Wochen/Monate, Auszeichnungen, Anmerkungen) | Höchstplatzierung, Gesamtwochen/‑monate, AuszeichnungChartplatzierungen (Jahr, Titel, Album, Platzierungen, Wochen/Monate, Auszeichnungen, Anmerkungen) | Anmerkungen                              |
| Jahr | Titel Album                                                   | DE | AT | CH | UK | US | Anmerkungen                              |
| ---- | ------------------------------------------------------------- | --- | --- | --- | --- | --- | ---------------------------------------- |
| 1963 | (Ain’t That) Just Like Me Stay with the Hollies               | — | — | — | UK25 (10 Wo.)UK | — | Erstveröffentlichung: 17. Mai 1963       |
| 1963 | Searchin’ Hollies’ Greatest                                   | — | — | — | UK12 (14 Wo.)UK | — | Erstveröffentlichung: 16. August 1963    |
| 1963 | Stay Here I Go Again                                          | — | — | — | UK8 (16 Wo.)UK | — | Erstveröffentlichung: 15. November 1963  |
| 1964 | Just One Look Here I Go Again                                 | — | — | — | UK2 (13 Wo.)UK | US44 (8 Wo.)US | Erstveröffentlichung: 21. Februar 1964   |
| 1964 | Here I Go Again –                                             | — | — | — | UK4 (12 Wo.)UK | — | Erstveröffentlichung: 15. Mai 1964       |
| 1964 | We’re Through Bus Stop                                        | — | — | — | UK7 (11 Wo.)UK | — | Erstveröffentlichung: 11. September 1964 |
| 1965 | Yes I Will Hollies’ Greatest                                  | — | — | — | UK9 (13 Wo.)UK | — | Erstveröffentlichung: 22. Januar 1965    |
| 1965 | I’m Alive Hear! Here!                                         | DE16 (1½ Mt.)DE | — | — | UK1 (14 Wo.)UK | — | Erstveröffentlichung: 21. Mai 1965       |
| 1965 | Look Through Any Window Hear! Here!                           | — | — | — | UK4 (11 Wo.)UK | US32 (12 Wo.)US | Erstveröffentlichung: 27. August 1965    |
| 1965 | If I Needed Someone Hollies’ Greatest                         | — | — | — | UK20 (9 Wo.)UK | — | Erstveröffentlichung: 3. Dezember 1965   |
| 1966 | I Can’t Let Go Would You Believe?                             | DE30 (1 Mt.)DE | — | — | UK2 (10 Wo.)UK | US42 (10 Wo.)US | Erstveröffentlichung: 18. Februar 1966   |
| 1966 | Bus Stop                                                      | DE9 (2½ Mt.)DE | — | — | UK5 (9 Wo.)UK | US5 (14 Wo.)US | Erstveröffentlichung: 17. Juni 1966      |
| 1966 | Stop, Stop, Stop Bus Stop                                     | DE4 (2½ Mt.)DE | — | — | UK2 (12 Wo.)UK | US7 (10 Wo.)US | Erstveröffentlichung: 7. Oktober 1966    |
| 1967 | On a Carousel The Hits of the Hollies                         | DE8 (3½ Mt.)DE | — | — | UK4 (11 Wo.)UK | US11 (14 Wo.)US | Erstveröffentlichung: 10. Februar 1967   |
| 1967 | Carrie Anne The Hollies                                       | DE8 (3 Mt.)DE | — | — | UK3 (11 Wo.)UK | US9 (13 Wo.)US | Erstveröffentlichung: 26. Mai 1967       |
| 1967 | Pay You Back with Interest For Certain Because …              | — | — | — | — | US28 (7 Wo.)US |                                          |
| 1967 | King Midas in Reverse Dear Eloise / King Midas in Reverse     | DE31 (1 Mt.)DE | — | — | UK18 (8 Wo.)UK | US51 (5 Wo.)US | Erstveröffentlichung: Mai 1967           |
| 1967 | Dear Eloise Butterfly                                         | DE8 (2½ Mt.)DE | AT2 (2 Mt.)AT | — | — | US50 (8 Wo.)US | Erstveröffentlichung: 3. November 1967   |
| 1968 | Jennifer Eccles Hollies’ Greatest                             | DE8 (3 Mt.)DE | AT5 (3 Mt.)AT | — | UK7 (11 Wo.)UK | US40 (11 Wo.)US | Erstveröffentlichung: 16. Februar 1968   |
| 1968 | Do the Best You Can Hollies’ Greatest Hits                    | — | — | — | — | US93 (1 Wo.)US | Erstveröffentlichung: 19. Juli 1968      |
| 1968 | Listen to Me Hollies’ Greatest Hits                           | DE13 (2½ Mt.)DE | — | — | UK11 (11 Wo.)UK | — | Erstveröffentlichung: 27. September 1968 |
| 1969 | Sorry Suzanne History of British Pop – Vol. 9                 | DE7 (2 Mt.)DE | AT12 (2 Mt.)AT | CH1 (11 Wo.)CH | UK3 (12 Wo.)UK | US56 (8 Wo.)US | Erstveröffentlichung: 28. Februar 1969   |
| 1969 | He Ain’t Heavy, He’s My Brother                               | DE9 (3½ Mt.)DE | AT16 (3 Mt.)AT | CH5 (12 Wo.)CH | UK1 Gold · (29 Wo.)UK | US7 (18 Wo.)US | Erstveröffentlichung: 19. September 1969 |
| 1970 | I Can’t Tell the Bottom from the Top Hollies’ Greatest Vol. 2 | DE25 (1 Mt.)DE | — | — | UK7 (10 Wo.)UK | US82 (4 Wo.)US | Erstveröffentlichung: 10. April 1970     |
| 1970 | Gasoline Alley Bred Hollies’ Greatest Vol. 2                  | — | — | — | UK14 (7 Wo.)UK | — | Erstveröffentlichung: 18. September 1970 |
| 1971 | Hey Willy Hollies’ Greatest Vol. 2                            | DE19 (11 Wo.)DE | — | — | UK22 (7 Wo.)UK | — | Erstveröffentlichung: 14. Mai 1971       |
| 1972 | Long Cool Woman (In a Black Dress) Distant Light              | DE15 (16 Wo.)DE | — | — | UK32 (8 Wo.)UK | US2 Platin · (15 Wo.)US |                                          |
| 1972 | The Baby –                                                    | DE23 (17 Wo.)DE | — | — | UK26 (6 Wo.)UK | — | Erstveröffentlichung: 4. Februar 1972    |
| 1972 | Long Dark Road Distant Light                                  | — | — | — | — | US26 (11 Wo.)US | Erstveröffentlichung: 10. Oktober 1972   |
| 1972 | Magic Woman Touch Romany                                      | DE32 (5 Wo.)DE | — | — | — | US60 (8 Wo.)US | Erstveröffentlichung: 10. November 1972  |
| 1973 | The Day That Curly Billy Shot Down Crazy Sam McGee Hollies    | DE45 (1 Wo.)DE | — | — | UK24 (6 Wo.)UK | — | Erstveröffentlichung: Oktober 1973       |
| 1974 | The Air That I Breathe Hollies                                | DE4 (25 Wo.)DE | AT3 (4 Mt.)AT | — | UK2 Silber · (19 Wo.)UK | US6 Gold · (21 Wo.)US | Erstveröffentlichung: 25. Januar 1974    |
| 1974 | Son of a Rotten Gambler 25 Years – The Definitive Collection  | DE30 (3 Wo.)DE | — | — | — | — | Erstveröffentlichung: 17. Mai 1974       |
| 1974 | I’m Down Another Night                                        | DE23 (3 Wo.)DE | — | — | — | — | Erstveröffentlichung: 8. November 1974   |
| 1975 | Sandy (4th July, Asbury Park) Another Night                   | DE22 (14 Wo.)DE | — | — | — | US85 (2 Wo.)US | Erstveröffentlichung: 28. Februar 1975   |
| 1975 | Another Night                                                 | — | — | — | — | US71 (3 Wo.)US | Erstveröffentlichung: 2. Mai 1975        |
| 1975 | Write On                                                      | DE31 (6 Wo.)DE | — | — | — | — | Erstveröffentlichung: 29. Dezember 1975  |
| 1980 | Soldier’s Song All the Hits and More                          | — | — | — | UK58 (3 Wo.)UK | — | Erstveröffentlichung: 2. Mai 1980        |
| 1981 | Holliedaze                                                    | — | — | — | UK28 (7 Wo.)UK | — | Erstveröffentlichung: 14. August 1981    |
| 1983 | Stop in the Name of Love What Goes Around …                   | DE61 (5 Wo.)DE | — | — | — | US29 (12 Wo.)US | Erstveröffentlichung: Mai 1983           |
| 1988 | Stand by Me –                                                 | DE58 (4 Wo.)DE | — | — | — | — | aus dem Kinofilm Die Katze               |
| 1989 | Find Me a Family Special Collection                           | — | — | — | UK79 (2 Wo.)UK | — | Erstveröffentlichung: 13. Februar 1989   |
| 1993 | The Woman I Love The Air That I Breathe – The Very Best …     | — | — | — | UK42 (2 Wo.)UK | — | Erstveröffentlichung: 8. März 1993       |

grau schraffiert: keine Chartdaten aus diesem Jahr verfügbar
Weitere Singles
- 1966: After the Fox (mit Peter Sellers)
- 1966: What’s Wrong with the Way I Live
- 1966: Very Last Day
- 1967: That’s My Desire
- 1967: Kill Me Quick
- 1967: I’m Alive
- 1967: Peculiar Situation
- 1967: Non prego per me
- 1968: Step Inside
- 1969: Blowing in the Wind
- 1969: I’ll Be Your Baby Tonight
- 1970: Too Young to Be Married
- 1970: Why Didn’t You Believe?
- 1970: Frightened Lady
- 1972: Man without a Heart
- 1973: Out on the Road
- 1973: Don’t Leave the Child Alone
- 1974: Falling Calling
- 1974: Lonely Hobo Lullaby
- 1975: Star
- 1976: Daddy Don’t Mind
- 1976: Boulder to Birmingham
- 1976: Wiggle That Wotsit
- 1976: Draggin’ My Heels
- 1977: Hello to Romance
- 1977: Amnesty
- 1977: Burn Out
- 1977: Writing On the Wall
- 1979: Something to Live For
- 1979: Harlequin
- 1980: Soldier’s Song
- 1980: Heartbeat
- 1981: Hollies on 45
- 1981: Take My Love and Run
- 1981: Holliedaze (A Medley)
- 1983: I Got What I Want
- 1983: If the Lights Go Out
- 1983: Casualty
- 1985: Too Many Hearts Get Broken
- 1987: This Is It
- 1987: Reunion of the Heart
- 1988: Shine Silently
- 1989: Baby Come Back
- 1993: 30th Anniversary 1963-1993 (4-Track-CD-Single)

### Videoalben
| Jahr | Titel                             | Höchstplatzierung, Gesamtwochen, AuszeichnungChartplatzierungen (Jahr, Titel, Platzierungen, Wochen, Auszeichnungen, Anmerkungen) | Höchstplatzierung, Gesamtwochen, AuszeichnungChartplatzierungen (Jahr, Titel, Platzierungen, Wochen, Auszeichnungen, Anmerkungen) | Höchstplatzierung, Gesamtwochen, AuszeichnungChartplatzierungen (Jahr, Titel, Platzierungen, Wochen, Auszeichnungen, Anmerkungen) | Höchstplatzierung, Gesamtwochen, AuszeichnungChartplatzierungen (Jahr, Titel, Platzierungen, Wochen, Auszeichnungen, Anmerkungen) | Höchstplatzierung, Gesamtwochen, AuszeichnungChartplatzierungen (Jahr, Titel, Platzierungen, Wochen, Auszeichnungen, Anmerkungen) | Anmerkungen                              |
| Jahr | Titel                             | DE | AT | CH | UK | US | Anmerkungen                              |
| ---- | --------------------------------- | --- | --- | --- | --- | --- | ---------------------------------------- |
| 2011 | Look Through Any Window 1963–1975 | — | — | — | UK4 (111 Wo.)UK | — | Erstveröffentlichung: 30. September 2011 |

Weitere Videoalben
- 2003: The Hollies [DVD EP]
- 2008: The Beat, Beat, Beat
- Video History 1964–1988

## Auszeichnungen für Musikverkäufe
| Goldene Schallplatte - Kanada - 1979: für das Album The Hollies’ Greatest Hits - Neuseeland - 2024: für das Album Midas Touch – The Very Best Of | Platin-Schallplatte - Neuseeland - 2001: für das Album Greatest Hits 2× Platin-Schallplatte - Neuseeland - 2024: für das Lied Long Cool Woman in a Black Dress |

Anmerkung: Auszeichnungen in Ländern aus den Charttabellen bzw. Chartboxen sind in ebendiesen zu finden.
| Land/RegionAuszeichnungen für Musikverkäufe (Land/Region, Auszeichnungen, Verkäufe, Quellen) | Silber     | Gold     | Platin     | Verkäufe  | Quellen                           |
| -------------------------------------------------------------------------------------------- | ---------- | -------- | ---------- | --------- | --------------------------------- |
| Kanada (MC)                                                                                  | —          | Gold1    | —          | 50.000    | musiccanada.com                   |
| Neuseeland (RMNZ)                                                                            | —          | Gold1    | 3× Platin3 | 82.500    | aotearoamusiccharts.co.nz NZ2 NZ3 |
| Vereinigte Staaten (RIAA)                                                                    | —          | 2× Gold2 | Platin1    | 2.500.000 | riaa.com                          |
| Vereinigtes Königreich (BPI)                                                                 | 3× Silber3 | 4× Gold4 | —          | 1.120.000 | bpi.co.uk                         |
| Insgesamt                                                                                    | 3× Silber3 | 8× Gold8 | 4× Platin4 |           |                                   |